# Gasoline (groupe)
Pour les articles homonymes, voir Gasoline.
Gasoline est un groupe de hip-hop français. Fondé en 1998 par Yoann, membre du groupe de producteurs L'agence (collectif la Fondation), le style musical de Gasoline, relevant du hip-hop expérimental et du hip-hop est caractérisé par des ambiances cinématographiques tirées de films noirs et de films de rue.

## Biographie
Plusieurs DJ et rappeurs français participent à l'élaboration du premier album A Journey Into Abstract Hip-Hop (2002) du collectif dont DJ Matsa, le collectif Turntables Dragun’z (DJ Majestic, DJ Ralph, DJ Sya Styles), le posse All Tek (Dam’s et Ced Swift), DJ Nels, Akela, Joe l’Affront, Kara, Marissa Knight et la japonaise Maki Kito.
Le deuxième album Snap Your Neck Back (2005) voit la contribution du crew américain The Dojo Sound, DJ Troubl’, les rimeurs français des Poètes Maudits et le multi-instrumentiste Aerodrink.

## Films et titres samplés
Alors que l'on trouve des samples de New York 1997 (1981) et The Untouchables (1961) dans A Journey Into Abstract Hip-Hop (2002), Snap Your Neck Back (2005) sample abondamment le film Les Guerriers de la nuit (1979). A Journey Into Abstract Hip-Hop contient notamment des samples de Boogie Down Productions, Shabazz the Disciple, Funkmaster Flex, Method Man, Killa Sinfeat, The Crooklyn Dodgers et Bob James.